# Medalha Henry Laurence Gantt
A Medalha Henry Laurence Gantt (em inglês:  Henry Laurence Gantt Medal) foi estabelecida em 1929 pela Sociedade dos Engenheiros Mecânicos dos Estados Unidos, por "realizações notáveis na gestão e serviços à comunidade." Homenageia o engenheiro Henry Laurence Gantt.

## Recipientes
- 1944 Lillian Moller Gilbreth
- 2000 Paul Soros
- 2001 Roy Michael Huffington
- 2002 Alexander Dreyfoos
- 2003 William Robert Timken
- 2004 Julie England
- 2005 Kathleen M. Bader
- 2006 Charla K. Wise
- 2007 Kevin M. Gottschall
- 2008 Ellen Doherty
- 2009 Claudio Valdetara